# Navadni gladež
Navadni gladež (znanstveno ime Ononis spinosa) je polgrmičasta zdravilna rastlina iz družine metuljnic.

## Opis
Rastlina ima rožnate ali rdečkaste cvetove, cveti pa od maja do septembra. Cvetovi so po obliki podobni grahovim. Pozimi nadzemni deli običajno pomrznejo, korenina, ki je dolga več deset centimetrov, pa spomladi požene nove poganjke.

## Razširjenost in uporabnost
Navadni gladež uspeva po celi Evropi na pustih in suhih prisojnih pobočjih, na pašnikih ali ob poteh.
Pripravek iz korenine navadnega gladeža je naravni diuretik, zato se uporablja za odvajanje vode pri vnetju in obolenju sečnih poti in mehurja in za izpiranje sečil ob ledvičnem pesku. Pripravki se v ljudskem zdravilstvu uporabljajo tudi za lajšanje bolečin pri sklepnem revmatizmu, artritisu, pa tudi za zdravljenje angine.

## Galerija
- Odrasla rastlina
- Ilustracija